# Liever Turks dan Paaps

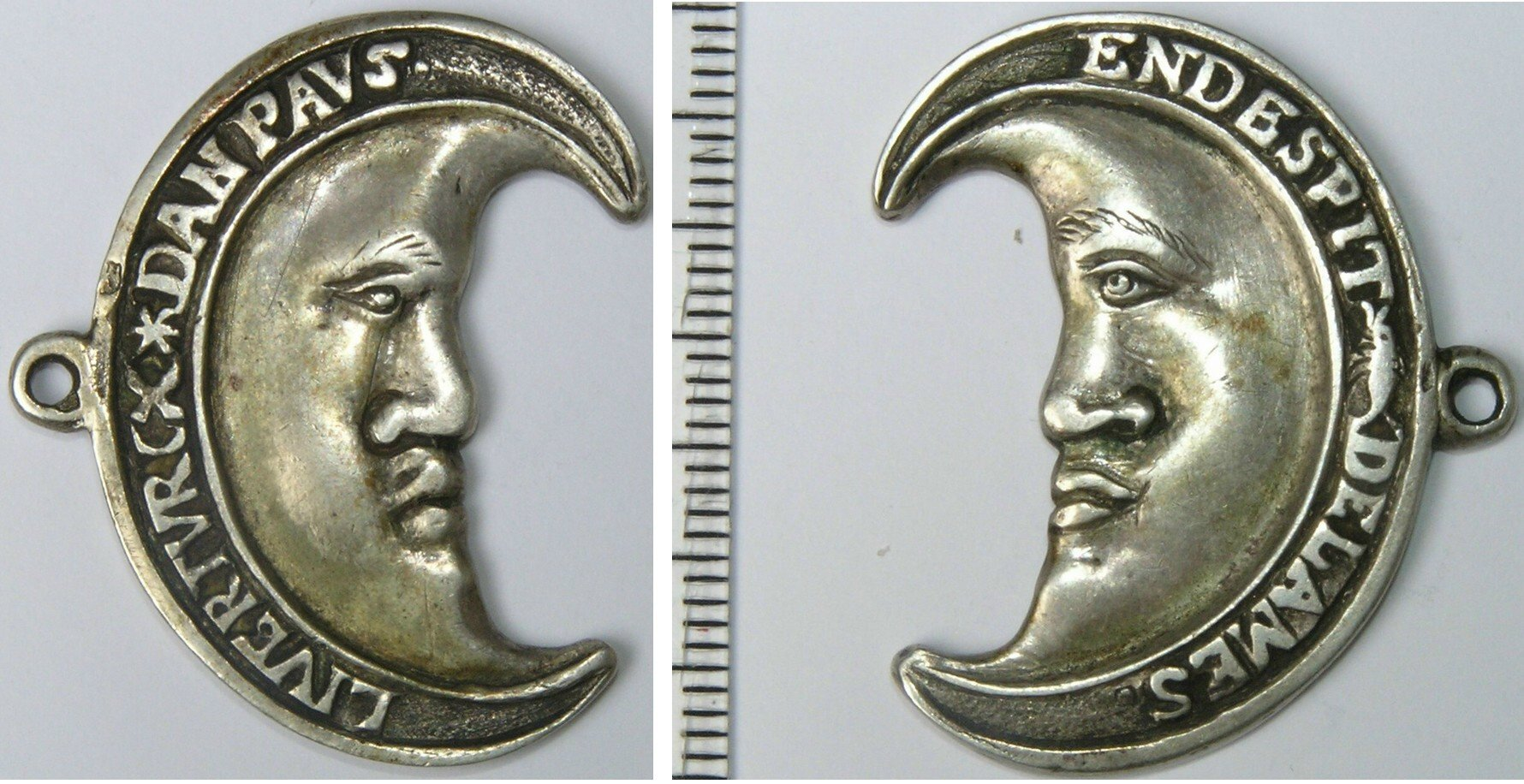
Una medalla neerlandesa en forma de media luna del tiempo de la revuelta antiespañola, con el eslogan "Liver Turcx dan Paus" ("antes turcos que papistas...") y "En Despit de la Mes" (francés: "En Despit de la Messe", i.e. "A pesar de la misa"), 1570.

Liever Turks dan Paaps ("antes turcos que papistas"), o Liever Turksch dan Paus ("antes turco que papa") fue un eslogan neerlandés durante la Guerra de los Ochenta Años, comenzada a finales del siglo XVI. El lema fue utilizado por las fuerzas navales neerlandesas (los "mendigos del mar") en su lucha contra la España católica.

## Historia
Al comienzo de la revuelta neerlandesa, los rebeldes estuvieron en una situación tan desesperada que buscaron ayuda de cualquier nacionalidad, "de hecho incluso de un turco", escribió el secretario de Juan VI de Nassau-Dillenburg. Guillermo de Orange ya había enviado embajadores al Imperio otomano en 1566, y se especula que fue en respuesta a Guillermo que Selim II envió su flota contra los españoles en Túnez en 1574. Los neerlandeses contemplaban los éxitos otomanos contra la Casa de Habsburgo con gran interés, y veían las campañas turcas como un alivio para su propio frente. Guillermo escribía alrededor de 1565:

Los turcos están muy amenazantes, lo que significa, a nuestro juicio, que el rey no vendrá a los Países Bajos este año.
Carta de Guillermo a su hermano.

El escritor católico inglés William Reynolds (1544–1594) escribió un panfleto titulado Calvino-Turcismus ("calvino-turquismo") criticando estas relaciones.
La frase "Liever Turks dan Paaps" fue acuñada con la intención de expresar que la vida bajo el sultán otomano era más deseable que bajo el rey de España. El noble flamenco D'Esquerdes escribió en este sentido que:

Me convertiría en un tributario de los turcos antes que vivir en contra de mi conciencia y ser tratado de acuerdo a esos edictos [antiheréticos].

Efectivamente, los turcos tenían una reputación de crueldad, pero también eran conocidos por su tolerancia con otras religiones dentro de sus dominios, mientras que el rey de España no toleraba el protestantismo. Solimán el Magnífico llegó a escribir una carta a los luteranos de Flandes, afirmando que se sentía cercano a ellos, "ya que no adoraban ídolos, creían en un Dios y luchaban contra el Papa y el Emperador". Muchos refugiados por motivos religiosos, como los hugonotes, algunos anglicanos, los cuáqueros, anabaptistas y hasta jesuitas y capuchinos fueron acogidos en Constantinopla y en cualquier territorio otomano, donde se les dio derecho de residencia y de culto. Además, los otomanos apoyaron a los calvinistas de Transilvania y Hungría, e incluso en su aliada Francia.
El lema "Liever Turks dan Paaps" parece haber sido puramente retórica, pues difícilmente los neerlandeses se habrían considerado vivir bajo el sultán. En última instancia, los turcos eran infieles que profesaban el islam, lo que los descalificaba para poder asumir un papel más consistente en la propaganda rebelde.